# Xerophyta zambiana
Xerophyta zambiana är en enhjärtbladig växtart som beskrevs av Lyman Bradford Smith och Edward Solomon Ayensu. Xerophyta zambiana ingår i släktet Xerophyta och familjen Velloziaceae. Inga underarter finns listade.